# Mitch Kupchak
Mitchell William “Mitch” Kupchak (Hicksville, 24 mei 1954) is een voormalig Amerikaans basketballer. Hij won met het Amerikaans basketbalteam de gouden medaille op de Olympische Zomerspelen 1976.
Kupchak speelde voor het team van de Universiteit van North Carolina te Chapel Hill, voordat hij in 1976 zijn NBA-debuut maakte bij de Washington Bullets. In totaal speelde hij 9 seizoenen in de NBA. Tijdens de Olympische Spelen speelde hij 6 wedstrijden, inclusief de finale tegen Joegoslavië. Gedurende deze wedstrijden scoorde hij 77 punten.
Na zijn carrière als speler was hij jarenlang werkzaam als general manager bij de Los Angeles Lakers. In die periode wonnen de Lakers zeven keer het kampioenschap. Sinds 2018 is hij general manager bij de Charlotte Hornets.
10 Dandridge · 
11 Hayes · 
14 Henderson · 
15 Johnson · 
20 Walker · 
25 Kupchak · 
32 Wright · 
35 Grevey · 
41 Unseld · 
42 Ballard · 
44 Pace · 
45 Chenier · 
Coach Motta
4 Scott · 
10 Nixon · 
11 McAdoo · 
12 Lester · 
21 Cooper · 
31 Rambis · 
32 Johnson · 
33 Abdul-Jabbar · 
35 Spriggs · 
40 McGee · 
41 Kupchak · 
42 Worthy · 
43 Nevitt · 
Coach Riley